# Forever Young (альбом)
Forever Young (с англ. — «Вечно молодой») — дебютный студийный альбом немецкой синтипоп-группы Alphaville, был выпущен 27 сентября 1984 года лейблом Warner Music Group.

## Об альбоме
Выходу диска предшествовал выпуск нескольких синглов — «Big In Japan» в январе, Sounds Like A Melody в мае и Forever Young в сентябре, перед самым выходом пластинки. Альбом разошёлся тиражом более 2 000 000 копий. Песня Forever Young не стала первоначально популярным хитом, но с некоторых пор считается классикой 1980-х. Винил и кассета были выпущены с 2 различными обложками: обычная версия, это одноцветная фотография каменного лица скульптуры, которая находится в Гамбурге, вторая (только для английской версии диска) — это обложка с изображением Бернхарда, Франка и Мариана, стоящих на крыше жилого дома в Берлине на улице Neukölln Urbanstrasse (она идентична фотографии на 12" сингле Forever Young). В некоторые экземпляры немецких виниловых альбомов был вложен большой постер размером в четыре конверта пластинки, а также стикер «Forever Young».
Песни «Big in Japan» «Forever Young» «A Victory of Love» «Lies» «The Jet Set» «Sounds Like a Melody» были включены в сборник 1988 года Alphaville Amiga Collection.

## Список композиций
| №   | Название               | Длительность |
| --- | ---------------------- | ------------ |
| 1.  | «A Victory of Love»    | 4:14         |
| 2.  | «Summer in Berlin»     | 4:42         |
| 3.  | «Big in Japan»         | 4:43         |
| 4.  | «To Germany with Love» | 4:15         |
| 5.  | «Fallen Angel»         | 3:55         |
| 6.  | «Forever Young»        | 3:45         |
| 7.  | «In the Mood»          | 4:29         |
| 8.  | «Sounds Like a Melody» | 4:42         |
| 9.  | «Lies»                 | 3:32         |
| 10. | «The Jet Set»          | 4:52         |

## Места в чартах
| Чарт (1984)               | Наивысшее место |
| ------------------------- | --------------- |
| Чарт альбомов в Австрии   | 16              |
| Чарт альбомов в Германии  | 3               |
| Чарт альбомов в Италии    | 20              |
| Чарт альбомов в Норвегии  | 1               |
| Чарт альбомов в Швеции    | 1               |
| Чарт альбомов в Швейцарии | 4               |
| Billboard 200 США         | 180             |